# Vollèges
Vollèges je obec v západní (frankofonní) části Švýcarska, v kantonu Valais, okrese Entremont. Žije zde přibližně 2 000 obyvatel.
Od 1. ledna 2021 je Vollèges součástí obce Val de Bagnes.

## Geografie
Hlavní obec Vollèges leží asi šest kilometrů východně od Martigny na severním svahu při vstupu do údolí Val de Bagnes, kterým protéká řeka Drance de Bagnes. Vesnice Etiez je prostřednictvím železniční stanice napojena na železniční trať Martigny-Orsières.
Vesnice Chemin-Dessus se naopak nachází na druhé straně hřebene, který odděluje Martigny od Sembrancher. Ze Sembrancher se do Vens a Chemin-Dessus lze dostat po silnici vedoucí přes průsmyk Col des Planches.

## Obyvatelstvo
| Rok            | 1850 | 1900 | 1950 | 2000 | 2010 | 2020 |
| Počet obyvatel | 869  | 910  | 993  | 1309 | 1631 | 2083 |

V roce 2000 hovořilo 98,0 % obyvatel obce francouzsky. V obci žilo 5,1 % cizích státních příslušníků. V roce 2000 se k církvi římskokatolické hlásilo 90,8 % obyvatel, ke švýcarské reformované církvi 3,1 % obyvatel.

## Fotogalerie

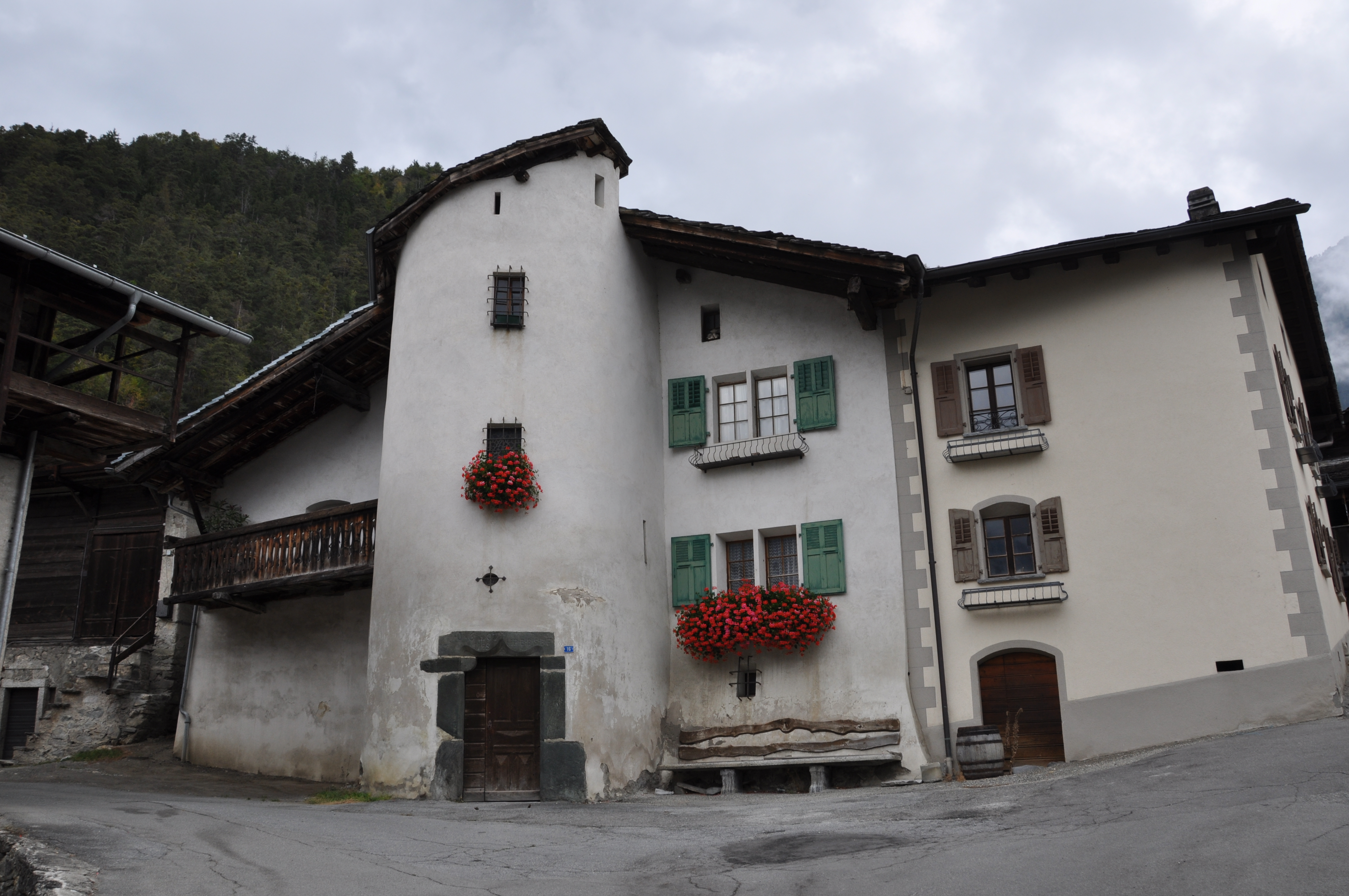
Maison Vollèges
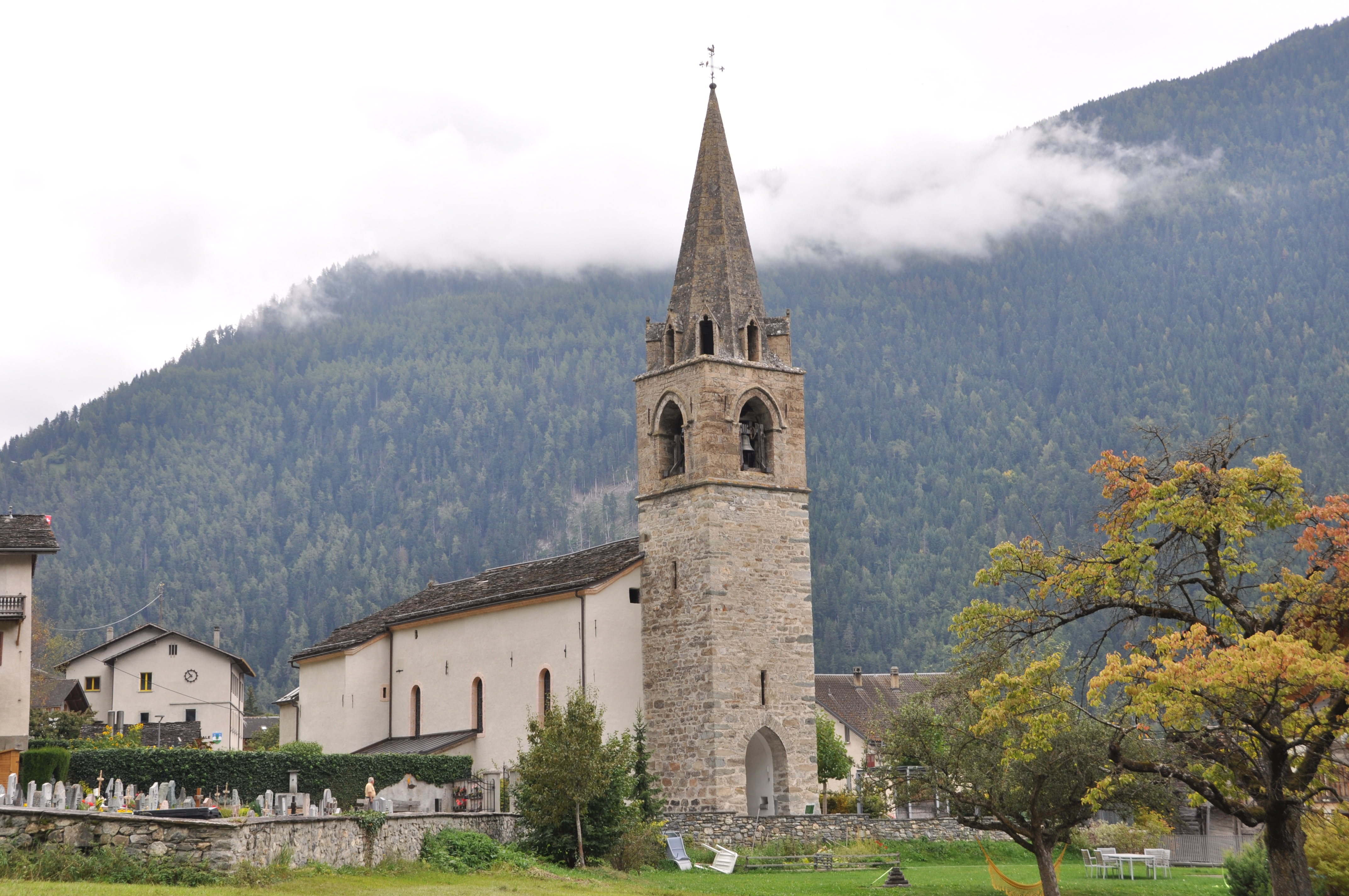
Kostel
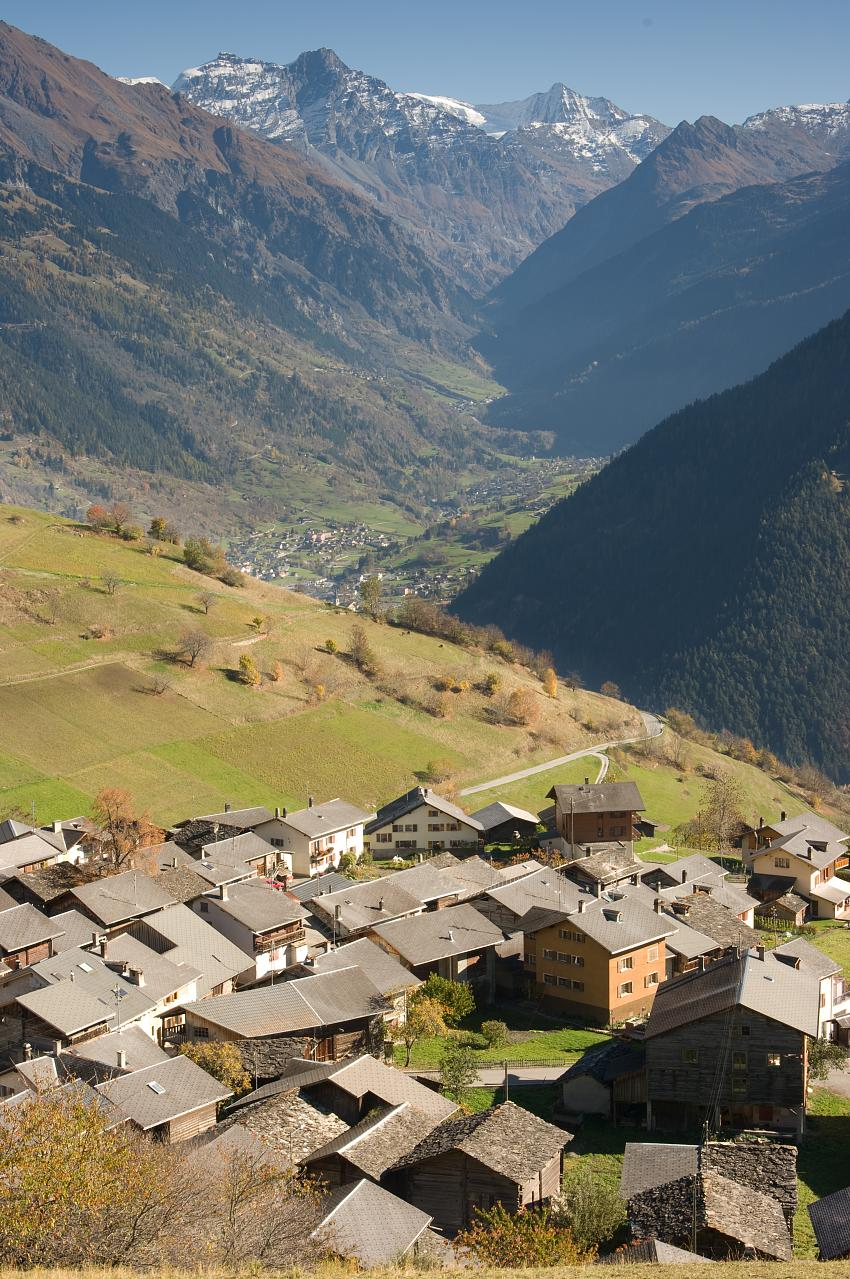
Osada Le Levron